# Fred Jones (Scooby-Doo)
Frederick Herman Jones, beter bekend als "Fred", is een personage uit de Amerikaanse animatieserie Scooby-Doo.

## Personage
Fred is de leider van Mystery Inc, een groep van vier tieners en de Duitse dog Scooby-Doo die overal mysteries oplossen. Fred is tevens de chauffeur van de Mystery Machine, het busje van de groep.
Fred is in elk opzicht het tegenovergestelde van Shaggy Rogers. Hij is dapper, slim en een gedreven detective. Fred heeft blond haar en droeg in de oude series vrijwel altijd een scoutingdas. In latere series leek hij interesse te hebben voor verschillende sporten.
Fred is vaak degene die de verschillende Rube Goldberg vallen bouwt voor de schurken die het team tegenkomt.
Tijdens het zoeken naar aanwijzingen rondom een mysterie neemt Fred vaak de vrouwelijke teamleden, Daphne en Velma, mee, terwijl Shaggy en Scooby elders gaan kijken. Fred hanteert vooral de “verdeel en heers” techniek. Zijn catchphrase is dan ook "let's split up, gang...".
Volgens fans hebben Fred en Daphne een oogje op elkaar, maar dit is nog niet officieel bevestigd in de serie zelf.
In de direct-naar-video films en de serie What's New, Scooby Doo?, kreeg Fred een moderner outfit zonder scoutingdas.

## Jeugd
Freds jeugd werd getoond in de animatieserie "A Pup Named Scooby-Doo". Volgens deze serie had Fred een vreemde jeugd. Hij was hyperactief, belandde vaak in gevaarlijke situaties, en was bijgelovig. Ook zag hij vaak de pestkop Red Herring aan voor de schurk, terwijl in werkelijkheid iemand anders de dader was.

## Familie
Familieleden van Fred die in de serie opduiken zijn:
- Skip en Peggy Jones: Freds ouders
- Eddie Jones: Freds oom. De uitgever van de tabloidkrant The National Exaggerator.
- De Graaf von Jones: Freds oom. Woont in een kasteel vlak bij een fabriek die doodskisten maakt, en runt een museum.
- Oom Karl: Freds oom die een kaaswinkel runt vlak bij het Michiganmeer in Wisconsin.
- Een oom die bij de United States Air Force zit.
- Een oom die eerste cymbalist is in de band van de United States Marine Corps.

## Acteurs
In vrijwel alle series wordt de stem van Fred gedaan door Frank Welker. Alleen in “A Pup Named Scooby-Doo” wordt de stem van de jonge Fred gedaan door Carl Stevens. In de twee live-action films wordt Fred gespeeld door Freddie Prinze jr..

## Trivia
- In de Italiaanse nasynchronisatie van de serie heet Fred "Alan".